# 広島地方気象台
広島地方気象台（ひろしまちほうきしょうだい）は、広島県広島市中区にある地方気象台。大阪管区気象台の管轄であり、山口県を除く中国地方を統括する予報中枢官署である。

## 概要
広島県の地上気象、生物季節の観測、地震の震度観測などを行い、天気予報・週間天気予報、気象注意報・警報・情報、地震情報・緊急地震速報、噴火警報・噴火予報の発令を行うほか、地方予報中枢として山口県を除く中国地方の気象状況の監視も行っている。
また、同じ中国地方の山口県を管轄する下関地方気象台は広島ではなく福岡の地方予報区に属し、管区気象台も大阪ではなく福岡である。

## 沿革
- 1879年（明治12年）1月1日 - 広島県立広島測候所創設。
  - 広島市加古町の広島県庁舎内に置かれた[1]。
- 1888年（明治21年）7月1日 - 広島県立広島一等測候所に改称。
- 1892年（明治25年）12月 - 広島市国泰寺村（現中区千田町）に新築移転[1]。
  - 具体的な場所は不明。
- 1919年（大正8年）5月15日 - 広島県立広島測候所に改称。
- 1935年（昭和10年）1月1日 - 広島市江波町（現中区江波南）に新築移転。
  - これが現在の広島市江波山気象館にあたり、1987年まで使用された。
- 1939年（昭和14年）11月1日 - 国営移管、中央気象台広島測候所となる。
- 1943年（昭和18年）11月15日 - 広島地方気象台に改称。
- 1945年（昭和20年）8月11日 - 広島管区気象台に改称。 測候所を併設する。
- 1949年（昭和24年）6月1日 - 広島管区気象台 測候所を廃止する。
- 1949年（昭和24年）11月1日 - 広島地方気象台に改称。
- 1987年（昭和62年）12月22日 - 現在地の中区上八丁堀に移転。

## 天気予報区分
広島県南部
- 広島・呉 - 広島市・呉市・大竹市・廿日市市・江田島市・安芸郡（府中町・海田町・熊野町・坂町）
- 福山・尾三 - 三原市・尾道市・福山市・府中市・世羅郡世羅町・神石郡神石高原町
- 東広島・竹原 - 竹原市・東広島市・豊田郡大崎上島町

広島県北部
- 備北 - 三次市・庄原市
- 芸北 - 安芸高田市・山県郡（安芸太田町・北広島町）

## 所在地
- 広島県広島市中区上八丁堀6番30号

## 交通機関
- 広島電鉄電停「立町」下車、徒歩約10分 。

## 地方予報区管内気象台
- 鳥取地方気象台
- 松江地方気象台
- 岡山地方気象台